# Школа № 3 (Мелітополь)
Школа № 3 — Мелітопольська загальноосвітня школа I ступеня № 3 Мелітопольської міської ради Запорізької області. У школі навчаються діти з 1-го по 4-й класи.
Мова навчання у школі — українська. У закладі працює практичний психолог і соціальний педагог. Для дітей 2-4 класів організована безкоштовна група подовженого дня на 30 учнів.

## Історія
Школа була організована в 1998 році у зв'язку з відкриттям гімназії № 5. З 1999 року директором школи є В. В. Бузиннік. У 2012 році школа отримала комп'ютерний клас.

## Сучасність
Учні школи беруть участь у конкурсах-іграх, спортивних заходах міста та конференціях. Працівники школи перемагають у престижних освітніх конкурсах. Досягнення школи на міських конкурсах знавців англійської мови, олімпіадах з математики та конкурсах творчих робіт з української мови — одні з найвищі серед початкових шкіл міста. Учні школи досягають високих результатів на змаганнях з карате.

## Директори
- Вікторія Володимирівна Бузиннік — директор школи з 1999 року[3], переможець Всеукраїнського конкурсу «Директор XXI століття»[6].

## Цікаві факти
- Після Німецько-радянської війни в Мелітополі також існувала школа № 3, що знаходилася на вулиці Карла Маркса[9].